# 傑克·史密斯
杰克·史密斯和沙比爾·巴蒂亞一道于1995年创建了第一个免费的基于Web的电子邮件服务——Hotmail。

## 生平
在Hotmail这一项目中，杰克·史密斯担任首席技术官一职。在此之前，杰克·史密斯工作在FirePower Systems公司，负责设计应用于高性能PowerPC工作站的集成电路。他也在苹果电脑公司工作过，参与苹果早期PowerBook电脑的研发工作。Hotmail于1998年被卖给微软。

## 延伸阅读
- Bronson, Po, "HotMale: Sabeer Bhatia started his company on $300,000 and sold it two years later for $400 million. So, is he lucky, or great?" （页面存档备份，存于）, Wired, Issue 6.12, December 1998